# Nodiscala zelandica
Nodiscala zelandica là một loài ốc biển rất nhỏ sống ở vùng nước sâu, một loài động vật chân bụng và động vật thân mềm dưới biển thuộc họ Epitoniidae.